# Poliaspis elongata
Poliaspis elongata är en insektsart som beskrevs av Brimblecombe 1959. Poliaspis elongata ingår i släktet Poliaspis och familjen pansarsköldlöss. Inga underarter finns listade i Catalogue of Life.